# Parque Branch Brook
El Parque Branch Brook es el parque público más grande de la ciudad de Newark, Condado de Exess, estado de Nueva Jersey, en Estados Unidos. Con una extensión de trescientos sesenta 360 acre (0,562 millas cuadradas), se ubica entre los vecindarios de Forest Hill y Roseville. El parque es reconocido por tener la mayor cantidad de cerezos de los Estados Unidos con más de cinco mil (5.000) árboles de dieciocho (18) variedades; por el que se le da el nombre de ‘tierra de los cerezos en flor’. Asimismo es famoso su Festival de cerezos en flor celebrado cada mes de abril. El parque fue incluido en el Registro de lugares históricos de Nueva Jersey en 1980 y en el Registro Nacional de Lugares Históricos en 1981.